# فیلم‌شناسی پارک بو گوم
پارک بو گوم (کره‌ای: 박보검؛ زادهٔ ۱۶ ژوئن ۱۹۹۳) بازیگر اهل کره جنوبی است.

## فیلم
| سال  | عنوان                   | نقش             | توضیحات    | منابع |
| ---- | ----------------------- | --------------- | ---------- | ----- |
| ۲۰۱۱ | نابینا                  | مین دونگ هیون   |            | [ ۱ ] |
| ۲۰۱۲ | پلیس فراری              | جوانی چا چول سو |            |       |
| ۲۰۱۴ | یک روز سخت              | افسر لی جین هو  |            | [ ۲ ] |
| ۲۰۱۴ | دریاسالار: امواج خروشان | به سو بونگ      |            | [ ۳ ] |
| ۲۰۱۴ | چشمک چشمک پیتر پتر      | جون وو          | فیلم کوتاه | [ ۴ ] |
| ۲۰۱۵ | محله چینی‌ها             | پارک سوک هیون   |            | [ ۵ ] |
| ۲۰۲۱ | سوبوک                   | سو بوک          |            | [ ۶ ] |
| ۲۰۲۴ | سرزمین عجایب            | ته جو           |            |       |

## مجموعه تلویزیونی
| سال       | عنوان                  | نقش                       | توضیحات                   | منابع  |
| --------- | ---------------------- | ------------------------- | ------------------------- | ------ |
| ۲۰۱۲      | قهرمان                 | کانگ دونگ وو              |                           |        |
| ۲۰۱۲      | درام ویژه – تصویر ثابت | جوانی کیم هیون سو         | درام تک قسمتی             |        |
| ۲۰۱۲      | ماسک عروس              | هان مین کیو               | حضور افتخاری (قسمت ۲۶–۲۸) | [ ۷ ]  |
| ۲۰۱۳      | مامان شگفت‌انگیز        | گو یونگ جون               |                           | [ ۸ ]  |
| ۲۰۱۴      | روزهای شگفت‌انگیز       | جوانی کانگ دونگ سوک       |                           | [ ۹ ]  |
| ۲۰۱۴      | موسیقی فردا            | لی یون هو                 |                           | [ ۱۰ ] |
| ۲۰۱۵      | تهیه‌کنندگان            | خودش                      | حضور افتخاری (قسمت ۹)     | [ ۱۱ ] |
| ۲۰۱۵      | سلام هیولا             | جونگ سون هو / لی مین      |                           | [ ۱۲ ] |
| ۲۰۱۵–۲۰۱۶ | پاسخ به ۱۹۸۸           | چوی تک                    |                           | [ ۱۳ ] |
| ۲۰۱۶      | عشق در مهتاب           | لی یونگ                   |                           | [ ۱۴ ] |
| ۲۰۱۸–۲۰۱۹ | رویارویی               | کیم جین هیوک              |                           | [ ۱۵ ] |
| ۲۰۲۰      | کلاس ایته‌‌وون           | آشپز جدید در رستوران سوآه | حضور افتخاری (قسمت ۱۶)    | [ ۱۶ ] |
| ۲۰۲۰      | ثبت جوانی              | سا هه جون                 |                           | [ ۱۷ ] |
| ۲۰۲۵      | پسر خوب                | یون دونگ جو               | نقش اصلی                  |        |

## مجموعه اینترنتی
| سال  | عنوان           | نقش      | منابع  |
| ---- | --------------- | -------- | ------ |
| ۲۰۲۴ | خوب انجامش دادی | گوان شیک | [ ۱۸ ] |

## برنامه تلویزیونی
| سال  | عنوان                     | توضیحات           | منابع         |
| ---- | ------------------------- | ----------------- | ------------- |
| ۲۰۱۶ | جوانان برتر از گل: آفریقا | عضو گروه بازیگران | [ ۱۹ ]        |
| ۲۰۱۸ | هوم‌استی لی هیوری: فصل ۲   | کارمند پاره‌وقت    | [ ۲۰ ] [ ۲۱ ] |

## برنامه اینترنتی
| سال  | عنوان                | نقش               | منابع  |
| ---- | -------------------- | ----------------- | ------ |
| ۲۰۲۲ | دورهمی بازیگران جوان | عضو گروه بازیگران | [ ۲۲ ] |

## حضور در موزیک ویدئو
| سال  | آهنگ                                           | آرتیست      | توضیحات                           | منابع  |
| ---- | ---------------------------------------------- | ----------- | --------------------------------- | ------ |
| ۲۰۱۵ | «فراموشت کنم» (Forget You) (تیزر)              | d.ear       | در وکال و پیانو نیز نقش داشته است | [ ۲۳ ] |
| ۲۰۲۰ | «همه را به تو خواهم داد» (I Will Give You All) | لی سونگ-چول | همراه گو یون-جونگ                 | [ ۲۴ ] |

## میزبان

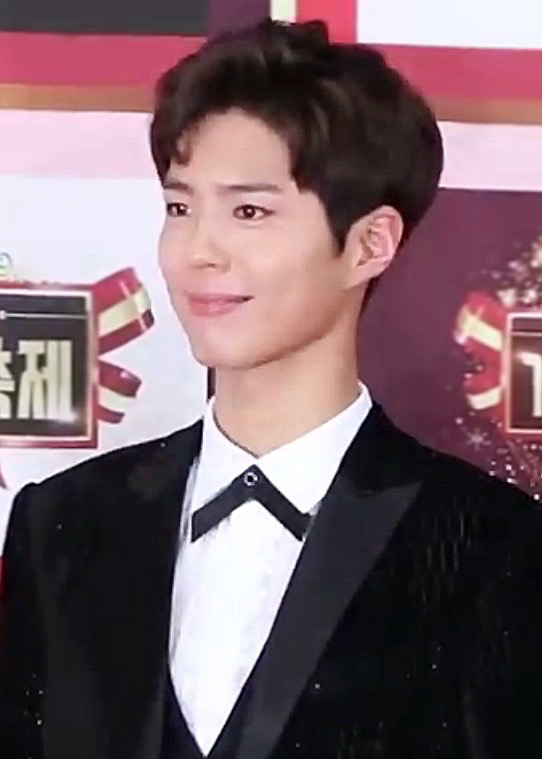
در دسامبر ۲۰۱۶

| سال       | عنوان                                           | توضیحات                        | منابع  |
| --------- | ----------------------------------------------- | ------------------------------ | ------ |
| ۲۰۱۵–۲۰۱۶ | بانک موسیقی                                     | همراه آیرین                    | [ ۲۵ ] |
| ۲۰۱۵      | بیست و نهمین جوایز درامای کی‌بی‌اس                | همراه جون هیون مو، کیم سو-هیون | [ ۲۶ ] |
| ۲۰۱۶      | جشنواره آهنگ کی‌بی‌اس                             | همراه کیم سول هیون             | [ ۲۷ ] |
| ۲۰۱۶      | سی‌امین جوایز درامای کی‌بی‌اس                      | همراه جون هیون مو، کیم جی وون  | [ ۲۸ ] |
| ۲۰۱۷      | تور جهانی بانک موسیقی: سنگاپور                  | همراه آیرین                    | [ ۲۹ ] |
| ۲۰۱۷      | تور جهانی بانک موسیقی: اندونزی                  | همراه آیرین                    | [ ۳۰ ] |
| ۲۰۱۷      | نوزدهمین جوایز موسیقی آسیایی ام‌نت               | در یوکوهاما آرنا               | [ ۳۱ ] |
| ۲۰۱۸      | تور جهانی بانک موسیقی: شیلی                     | در موویستار آرنا               | [ ۳۲ ] |
| ۲۰۱۸      | پنجاه و چهارمین دوره جوایز هنری بکسانگ          | همراه شین دونگ یوپ و به سوزی   | [ ۳۳ ] |
| ۲۰۱۸      | تور جهانی بانک موسیقی: برلین                    | همراه جون سو-می                | [ ۳۴ ] |
| ۲۰۱۸      | تور جهانی بانک موسیقی: هنگ کنگ                  |                                | [ ۳۵ ] |
| ۲۰۱۸      | جوایز موسیقی آسیایی ام‌نت ۲۰۱۸                   | در سایتاما سوپر آرنا           | [ ۳۶ ] |
| ۲۰۱۹      | پنجاه و پنجمین دوره جوایز هنری بکسانگ           | همراه شین دونگ یوپ و به سوزی   | [ ۳۷ ] |
| ۲۰۱۹      | جوایز موسیقی آسیایی ام‌نت ۲۰۱۹                   |                                | [ ۳۸ ] |
| ۲۰۲۰      | پنجاه و ششمین دوره جوایز هنری بکسانگ            | همراه شین دونگ یوپ و به سوزی   | [ ۳۹ ] |
| ۲۰۲۰      | کنسرت میهن دوستانه نیروی دریایی جمهوری کره ۲۰۲۰ | همراه پارک سه یونگ             | [ ۴۰ ] |
| ۲۰۲۱      | کنسرت میهن دوستانه نیروی دریایی جمهوری کره ۲۰۲۱ | همراه کانگ آ رانگ              | [ ۴۱ ] |
| ۲۰۲۲      | پنجاه و هشتمین دوره جوایز هنری بکسانگ           | همراه شین دونگ یوپ و به سوزی   | [ ۴۲ ] |
| ۲۰۲۲      | کنسرت میهن دوستانه نیروی دریایی جمهوری کره ۲۰۲۲ | همراه کانگ آ رانگ              | [ ۴۳ ] |
| ۲۰۲۲      | جوایز موسیقی آسیایی ام‌نت ۲۰۲۲                   | ۳۰ نوامبر                      | [ ۴۴ ] |
| ۲۰۲۳      | پنجاه و نهمین دوره جوایز هنری بکسانگ            | همراه شین دونگ یوپ و به سوزی   | [ ۴۵ ] |
| ۲۰۲۳      | تور جهانی بانک موسیقی: مکزیک                    |                                | [ ۴۶ ] |
| ۲۰۲۳      | جوایز موسیقی آسیایی ام‌نت ۲۰۲۳                   | ۲۹ نوامبر                      | [ ۴۷ ] |
| ۲۰۲۴      | شصتمین دوره جوایز هنری بکسانگ                   | همراه شین دونگ یوپ و به سوزی   |        |